# Ісмагілов Загір
Загір Гариповіч Ісмагілов (башк. Исмәғилев Заһир Ғариф улы; нар. 8 січня 1917 (26 грудня 1916), Серменево, Оренбурзька губернія — пом. 30 травня 2003, Уфа) — башкирський радянський композитор, педагог, музично-громадський діяч. Народний артист СРСР (1982)

## Біографія
Народився 26 грудня 1916 (8 січня 1917) в селі Верхнє Серменево (нині — Серменево, Бєлорєцького району Башкортостану, Росія) в родині лісоруба, де було ще три брати і сестра, яка померла в 1921 році від тифу.
Навчався в селі Нижньо-Серменево в башкирській школі-семирічці. З ранніх років захоплювався національною музикою, грав на кураї. У 1932 році вступив на навчання до Інзерського лісохімічного технікуму. Закінчивши його достроково, став працювати в Бєлорєцькому ліспромгоспі таксатором. У 1934 році в Бєлорєцьк на гастролі приїхав Башкирський театр драми. Загір замінив у виставі хворого артиста-кураїста. А. Мубаряков, артист театру, запросив його взяти участь в роботі драматичного театру Уфи, де він вечорами виступав як кураїст, пробував себе в ролі драматичного артиста, а вдень навчався в студії для обдарованої молоді при Башкирському театрі драми, яку закінчив у 1937 році.
У 1937 році вступив на навчання до Башкирської національної студії при Московській консерваторії ім. П. І. Чайковського (педагог Віктор Бєлий).
Під час війни працював в Уфі, брав участь в концертах фронтових бригад, писав пісні патріотичного змісту.
Після завершення навчання в студії в 1948 році, вступив на композиторський факультет Московської консерваторії, яку закінчив в 1954 році по класу композиції Володимира Фере. Дипломна робота — опера «Салават Юлаєв».
Член ВКП (б) з 1943 року. Голова Верховної Ради Башкирської АРСР 6-8-го скликань.
Помер 30 травня 2003 року в Уфі після тривалої хвороби. Похований на магометанському кладовищі.

## Творчість
Творчість композитора масштабна. Величезний внесок вніс у розвиток башкирської національної опери, камерно-вокальної, хорової та інструментальної музики. Ідейна спрямованість і тематика творів співзвучна часу і відображає цивільно-патріотичну, національну спрямованість творчості, яка стверджує теми дружби і любові. У своїй творчості композитор розвивав традиції класиків російської музичної культури, їх історичних та музично-драматичних концепцій (М. Глінка, М. Мусоргський, М. Римський-Корсаков, А. Бородін).
Тяжів до національно-історичної тематики в операх, втілення образів відомих історичних особистостей, що походили з числа башкир, драматичних і побутових колізій життя простої людини. Серед них історико-героїчна опера «Салават Юлаєв», що розповідає про національного героя, героїко-епічні опери «Посли Уралу», яка зачіпає тему приєднання Башкортостану до Російської імперії, і «Кахим-Туря», де героєм є воєначальник, під проводом якого башкири відважно билися проти Наполеона (1812). У центрі опери «Акмулла» — образ башкирського поета-просвітителя XIX століття. До різновиду лірико-драматичних творів відносяться опери «Шаура» та «Хвилі Агідель», побутові музичні комедії «Кодаса» («Своячка») і «Алмакаєв».
Вніс значний вклад в розвиток жанру національної хорової кантати, ораторії, циклу («Я — росіянин», «Слово матері» тощо), Симфонічної музики (Концерт і Концертіно для фортепіано з оркестром, «Святкова увертюра», Симфонічна сюїта). Понад 300 пісень і романсів становили камерно-вокальну сферу інтересів композитора. Був одним з провідних композиторів-піснярів, які розвивали традиції російського романсу і побутової пісні. У них знайшли втілення тонкі суб'єктивно-ліричні настрої, замальовки природи, гумористичні жанрові сценки: «Лети, мій гнідий» (сл. М. Ідельбая), «Соловей» (сл. Я. Кулмия), «Казанок» (ст. Н. Наджмі), «Чай грузинський, мед башкирський» (сл. С. Кудаша) тощо.
Виступав продовжувачем музично-стилістичних традицій романтизму, панівною в його творчості стала сфера ліричної експресії в різноманітних своїх проявах. Музично-стилістичною основою творів композитора став башкирський фольклор, який визначив пісенно-вокальну природу його творчості, діатонічний склад мелодійного мислення, який синтезує пентатоніку, натуральні діатонічні лади та варіантно-варіаційні прийоми розвитку з європейською ладотональною системою, гармонією, поліфонією.
Твори композитора виконувалися в Росії, колишніх національних республіках СРСР і за кордоном (Болгарія, Китай, Румунія, Північна Корея, Югославія, Ефіопія), постійно видавалися і записувалися на грамплатівки всесоюзної фірми «Мелодія», знаходяться на фондових записах Всесоюзного, башкирського радіо і телебачення.
Перший ректор і засновник Уфимського інституту мистецтв (1968—1988) (доцент з 1973 року, професор з 1977).
Член Спілки композиторів СРСР з 1942 року. B 1941—1944 роках — відповідальний секретар, в 1954—1978 — голова Спілки композиторів Башкирської АРСР, секретар Спілки композиторів Російської РФСР (з 1960).

### Родина
- Донька — Лейла Загірівна Ісмагілова (нар. 1946), башкирський композитор, заслужений діяч мистецтв РФ (1998) і Башкирської АРСР (1984), член Спілки композиторів Росії (СРСР) і Республіки Башкортостан (РБ), лауреат премії Спілки композиторів Росії імені Д. Шостаковича (1983). Голова Спілки композиторів РБ (з 2013 року).
- Донька — Гюзель Загірівна Ісмагілова, філолог
  - Онук — Таїр Гаярович Ісмагілов
- Донька — Тансулпан Загірівна Ісмагілова, педагог
- Дружина — Масюфа Хасянівна Бадяутдінова-Ісмагілова (1921—2015)

## Нагороди та звання
- Заслужений діяч мистецтв РРФСР (1955)[5]
- Народний артист Башкирської АРСР (1963)[6]
- Народний артист РРФСР (1968)
- Народний артист СРСР (1982)
- Заслужений працівник культури Башкирської АРСР (1984)
- Державна премія РРФСР імені М. І. Глінки (1973) — за оперу «Хвилі Агідель» (1972) і цикл хорів «Слово матері» (1972)
- Республіканська премія імені Салават Юлаєв (перший лауреат, 1967) — за збірку «Нові пісні»
- Премія імені М. Акмулли (1996, за оперу «Акмулла»)
- Орден «За заслуги перед Вітчизною» IV ступеня (1997)
- Орден Леніна (1971) Орден Трудового Червоного Прапора (1967)
- Орден Дружби народів (1977)
- Орден «Знак Пошани» (1949) медалі
- Почесний громадянин Уфи (1997)
- Почесний академік Академії наук Республіки Башкортостан (1998).

## Твори
Опери

- "Салават Юлаєв "(1955), «Кахим-Туря», «Шаура» (1963), «Хвилі Агідель» (1972, перша назва — «Гюльзіфа» (1967)), «Посли Уралу» (1982), «Акмулла» (1986) (всі поставлені в Башкирському театрі опери та балету)

Балети

- «Журавлина пісня» (1944, спільно з Л. Б. Степановим), «Зія-Курмиш» (робоча назва, не видано) (1973)

Побутові музичні комедії

- «Кодаса» («Своячка») (1959), «Алмакай» (1990)

Кантати

- «Лист» (сл. М. Каріма, 1952), «Про Леніна» (сл. Р. Нігматов, 1959), «Леніну славу співаємо» (сл. К. Даяна, 1970), «Я — росіянин» (1973) ;

Хори

- Цикл хорів «Слово матері» (сл. Р. Назарова, 1972)

Пісні та романси

- Більше 200, серед них «Пісня батирів» (сл. М. Наджмі), «Генерал Шаймуратов» (сл. К. Даяна), «Лети, мій гнідий» (сл. М. Ідельбая), «Слава тобі, Башкортостан» (сл. Р. Нігматов), популярні жартівливі пісні «Казанок» (сл. М. Наджмі), «Чай грузинський, мед башкирський» (сл. С. Кудаша), ліричні пісні та романси «Соловей» (сл. Я. Кулмия), «Не забути мені долин гір Уральських» (сл. Г. Зайнашевой), «Був-колишнім» (сл. Я. Кулмия), «Я люблю» (сл. К. Даяна), «Рідна земля» (сл. X . Гіляжева), «Батьківщини моєї» (сл. Б. Бікбов), «Місячна дорога» (сл. М. Каріма), у вокальному циклі «Урал мій» («Ах, Урал мій» (слова Б. Бікбов), «Гірський струмок», «Хвала Уралу» (слова К. Даяна), «Пісні гір», «Піднявся я на вершину Уралу» (слова Н. Наджмі), «Моя Батьківщина-Урал» (слова С. Юлаєв), «Кукушка», «Дочка Уралу», «Файрузакей», «Застільна пісня», «Синам Батьківщини», «Байгужа», «Слава переможцям» та ін.) (на вірші башкирських і татарських поетів). Будинок музей в рідному аулі

Камерно-вокальні цикли

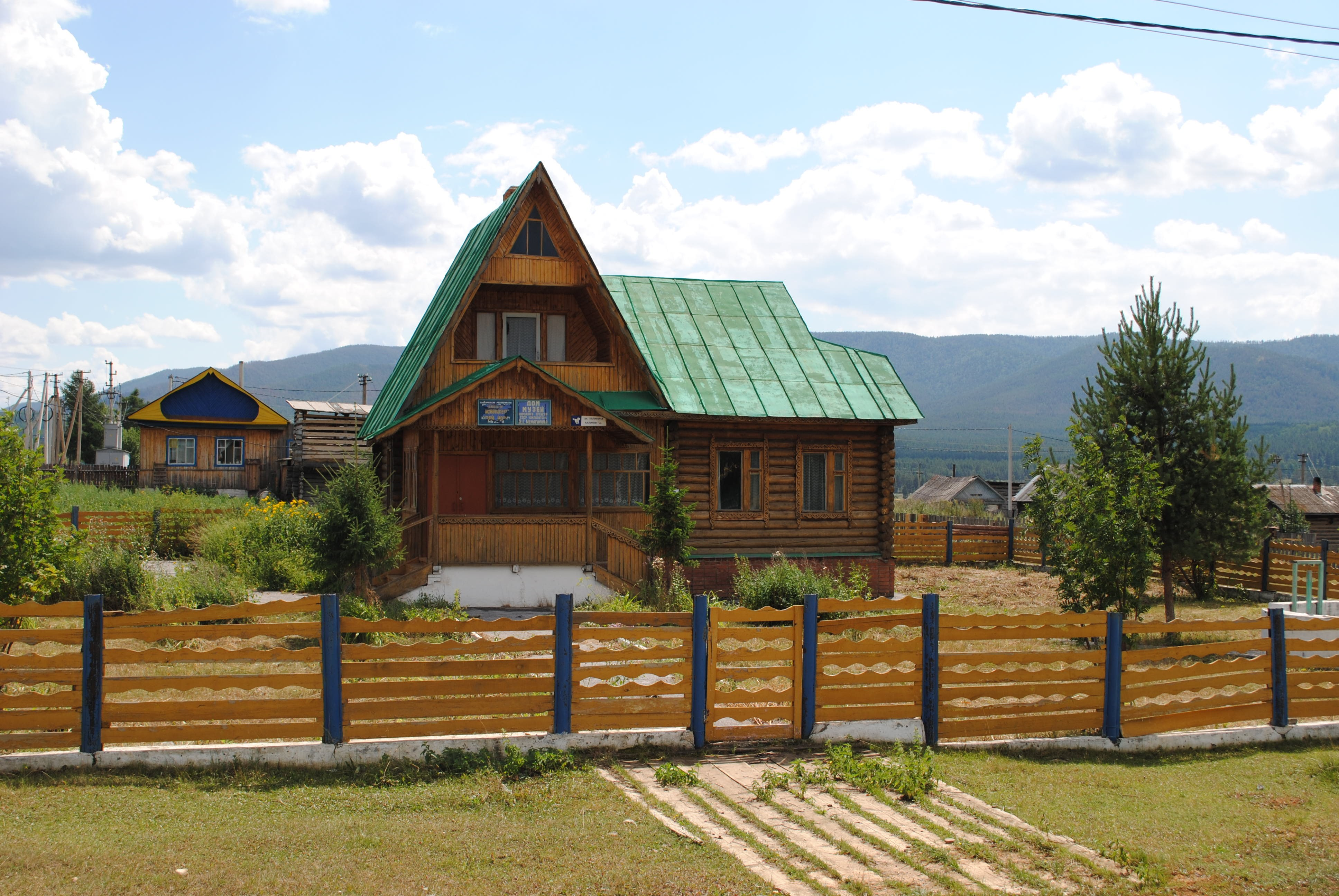
Дом музей в рідному аулі

- на вірші С. Юлаєва (1977), «Рідна земля» (1976) на вірші M. Каріма.

Інше

- Вокально-хореографічна сюїта «Башкирські нафтовики» (1953), вокально-симфонічна поема «Безсмертя» (1975), ораторія «Ми — переможці» (1985), симфонічна увертюра на башкирські народні пісні (1950), «Святкова увертюра» (1979), концерт для фортепіано з оркестром (1986), твори для скрипки і фортепіано — «Поема» (1960), для флейти і фортепіано — соната (1949). Інструментальні твори і музика до драматичних вистав «Башкирська весілля» (1940), «Салават» М. Каріма (1972), музика до телефільму «перетвореного край» (1965).

## Ушанування пам'яті
- Пам'ятник Загіру Ісмагілову в Уфі
- У жовтні 2008 року в Уфі З. Ісмагілову відкрито пам'ятник, в сквері поряд з Башкирським державним театром опери та балету.
- На честь композитора в 2006 році отримала назву нова вулиця в мікрорайоні Південний Уфи.
- На честь З. Ісмагілова названа вулиця в селі Серменево Белорецького району.
- За життя композитора був відкритий музей в селі Серменево Белорецького району[7].
- Ім'я композитора носить Уфимський державний інститут мистецтв.
- У 2007 році був проведений перший Міжнародний конкурс музикантів — виконавців імені З. Ісмагілова